# Тыскакелга
Тыскакелга — малая река в Ишимбайском районе Башкортостана, приток Малигана.
В деревне Кузяново впадает в Малиган, который, в свою очередь, впадает в Чишму в черте Кузяново.